# Cosco (mitología)
En la mitología griega Cosco (en griego: Κοσκώ) era una ménade tebana descendiente de la hija de Cadmo, Ino. Por inscripciones de los últimos años precristianos se cuenta que los habitantes de Magnesia encontraron una vez una «αφίδρυμα (aphídryma)» (esto es, una estatua) del dios Dioniso en un plátano que había sido arrancado por el viento. Preguntaron al oráculo de Delfos al respecto y se les informó de que debían pedir a las ménades tebanas, que organizarían allí «orgías» y comparsas báquicas.